# مشاهد من الحياة الزوجية
مشاهد من الحياة الزوجية مسلسل قصير سويدي من ست حلقات صدر عام 1973 من تأليف وإخراج إنغمار برغمان. بعد نجاح العرض التلفزيوني تم عرضه في عام 1974 في السينما كفيلم. هو أول مسلسل تلفزيوني لبرغمان. مدة المسلسل 281 دقيقة، أما الفيلم فمدته 167 دقيقة. كان للعمل تأثير كبير على مخرجين مثل وودي آلن وريتشارد لينكليتر.

## الترشيحات والجوائز
في ذلك الوقت قررت أكاديمية فنون وعلوم الصور المتحركة أن الفيلم غير مؤهل للترشح لجائزة الأوسكار لأفضل فيلم بلغة أجنبية لأنه عرض أولا في التلفاز. سبب هذا القرار جدلا واسعا، حتى أن مجموعة من المخرجين من بينهم فرانك كابرا وفيديريكو فليني كتبوا رسالة اعتراض موجهة للأكاديمية نشرت في جريدة نيويورك تايمز. في المقابل فاز الفيلم بجائزة غولدن غلوب لأفضل فيلم بلغة أجنبية عام 1975.